# Buenos Aires/General Carrera
Buenos Aires/General Carrera (hiszp. Lago Buenos Aires – nazwa używana w Argentynie lub Lago General Carrera – nazwa używana w Chile) – jezioro w południowej Argentynie i Chile, największe w Patagonii.

General Carrera jest miejscem połowu pstrągów i łososiowatych. U wybrzeży jeziora znajdują się marmurowe, niekiedy dwukolorowe, formacje z licznymi wgłębieniami lub mniejszymi jaskiniami. Od jeziora odpływa rzeka Baker (do Oceanu Spokojnego) oraz Deseado (do Oceanu Atlantyckiego).
Powierzchnia: 1850 km²
Wysokość: 217 m n.p.m.